# ISU-122
Die Selbstfahrlafette ISU-122 (russ. ИСУ-122) ist ein sowjetisches Sturmgeschütz und Jagdpanzer des Zweiten Weltkrieges.
Die Bezeichnung ISU bedeutet „Samochodnaja Ustanowka (dt. "Selbstfahrlafette") auf dem Fahrgestell (Wanne mit Kettenlaufwerk) des IS-Panzers“ oder „IS-Ustanowka“.

## Geschichte
Die ISU-122 wurde zeitgleich zur ISU-152 entwickelt. Im Gegensatz zur schwerer bewaffneten ISU-152 sollte die Variante praktisch nur Panzerjäger sein und nicht wie diese auch Aufgaben der Artillerie wahrnehmen. Technisch unterschieden sich die beiden Fahrzeuge vor allem in der Bewaffnung. Statt der 152-mm-Kanonenhaubitze wurde eine 122-mm-Kanone, zunächst die A-19 und später die D-25 in einer Walzenblende eingebaut. Die ISU-122 konnte deutlich mehr Munition transportieren als die ISU-152. Nachteilig für einen Panzerjäger war die zweiteilige Munition, welche die Ladezeiten im Vergleich zu einteiliger Munition erhöhte. Außerdem war die Panzerung schwächer als die der deutschen Jagdpanzer wie Jagdpanther oder Jagdtiger. Um den Fahrbereich zu vergrößern, wurden abwerfbare Zusatztanks angebracht. Im Gefechtsfall wurden diese sofort abgeworfen, um die Brandgefahr zu verringern. Die ISU-122 war um einige Zentimeter niedriger als vergleichbare deutsche Jagdpanzer. Das erlaubte ein besseres Tarnen in Hinterhaltstellungen. Der Frontpanzer war mit der Walzenblende noch zusätzlich verstärkt, verwundbar war der Jagdpanzer eher durch einen Flankenangriff. Die ISU-122 wurde bei den selbstständigen Panzerjägerregimentern eingesetzt. Ähnlich wie die meisten sowjetischen Panzer und Sturmgeschütze wurde auch die ISU-122 zum Einsatz von aufgesessener Infanterie genutzt, da der Roten Armee keine oder nur unzureichende Schützenpanzer zur Verfügung standen. Beide ISU-Sturmgeschütze eigneten sich aufgrund ihres Aufbaus dafür ganz besonders.
Nach dem Ende des Zweiten Weltkrieges blieben die ISU-122 noch bis in die 1960er-Jahre im Einsatz. Insgesamt wurden 1735 Fahrzeuge hergestellt. Nach dem Krieg kam das Fahrzeug auch in allen Mitgliedsstaaten des Warschauer Vertrages sowie im Nahen Osten zum Einsatz.

## Technische Daten
- Klassifikation: schweres Sturmgeschütz und Jagdpanzer
- Chefkonstrukteur: Josef Jakowlewitsch Kotin
- Prototyp Bezeichnung: Objekt 242
- Hersteller: Tscheljabinski Kirowski Sawod
- Bewaffnung: 1 × 121,92-mm-Kanone L48 A-19S, 1 × 12,7-mm-MG DSchK, 2 × 7,62-mm-MP Schpagin PPSch oder Sudajew PPS
- Munition: 30 Granaten, 250 Schuss MG-Munition, 1491 Schuss MP-Munition, 20 Handgranaten F-1
- Panzerung
  - Wanne
  - 90 mm Bug / Neigung 60°
  - 60 mm Fahrerfront / 12°
  - 90 mm Wannenseite / 90°
  - 60 mm Heck oben / 41°
  - 60 mm Heck unten / 49°
  - 30 mm Decke / 0°
  - 20 mm Boden / 0°
- Turm
  - 60+65 mm Turmblende / gewölbt
  - 90 mm Turmfront oben / 60°
  - 75 mm Turmseite / 75°
  - 60 mm Heck / 90°
  - 30 mm Decke / 0°
- Kraftstoffverbrauch auf 100 Kilometer (Straße): 227 Liter
- Kraftstoffvorrat: (Hauptkraftstoffbehälter / Zusatztanks) 500 / 4 × 90 Liter
- Antriebslage: hinten
- Kettenbreite: 650 mm
- Bodendruck: 0,82 kg/cm²
- Bodenfreiheit: 460 mm
- Länge über alles: 9850 mm
- Breite über alles: 3070 mm
- Höhe: 2180 mm
- Rohrüberstand: 3210 mm
- Furttiefe: 1,3 m
- Grabenüberschreitfähigkeit: 2,5 m
- Besatzung: 4 oder 5 Mann
- Baujahren: 1944–1945
- Stückzahl: 1735